# Josef Podsedník
Josef Podsedník (15. února 1903 Pozořice – 6. března 1990 Brno) byl československý politik. V letech 1946–1948 byl předsedou Ústředního národního výboru města Brna, a tedy nejvyšším představitelem města. Jeho syn Pavel Podsedník byl primátorem Brna na začátku 90. let 20. století.

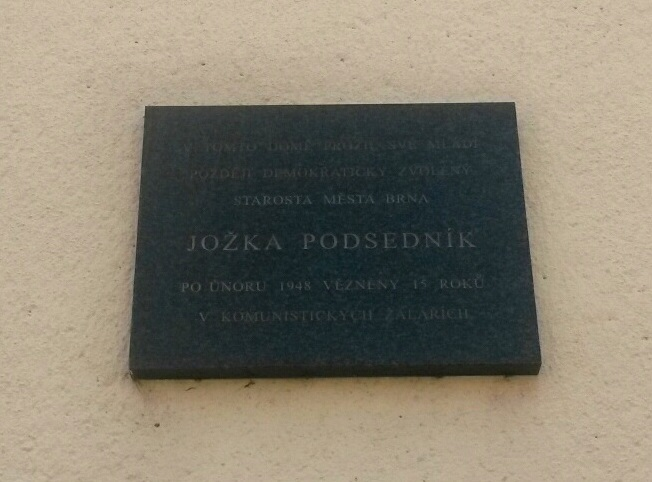
pamětní deska Josefa Podsedníka na domě Mikšíčkova 34 v Brně-Židenicích

V mládí pracoval jako dělník ve Zbrojovce Brno, od roku 1926 byl úředníkem v městské účtárně. Angažoval se v Československé straně národně sociální, v níž byl tajemníkem v místních a obvodních organizacích. Za druhé světové války byl členem ilegálního Národního výboru a pomáhal organizovat sociální pomoc. Po skončení války byl místopředsedou revolučního Národního výboru města Brna a roku 1946 se stal předsedou Ústředního národního výboru města Brna, nejvyšším představitelem města. Ve funkci skončil krátce po únoru 1948. V září toho roku byl zatčen a v politickém procesu odsouzen k 18 letům. Propuštěn byl roku 1963, do roku 1968 pracoval v podniku Pozemní stavby Brno jako údržbář.
Pohřben je na hřbitově v Brně-Židenicích.